# Margot Klee

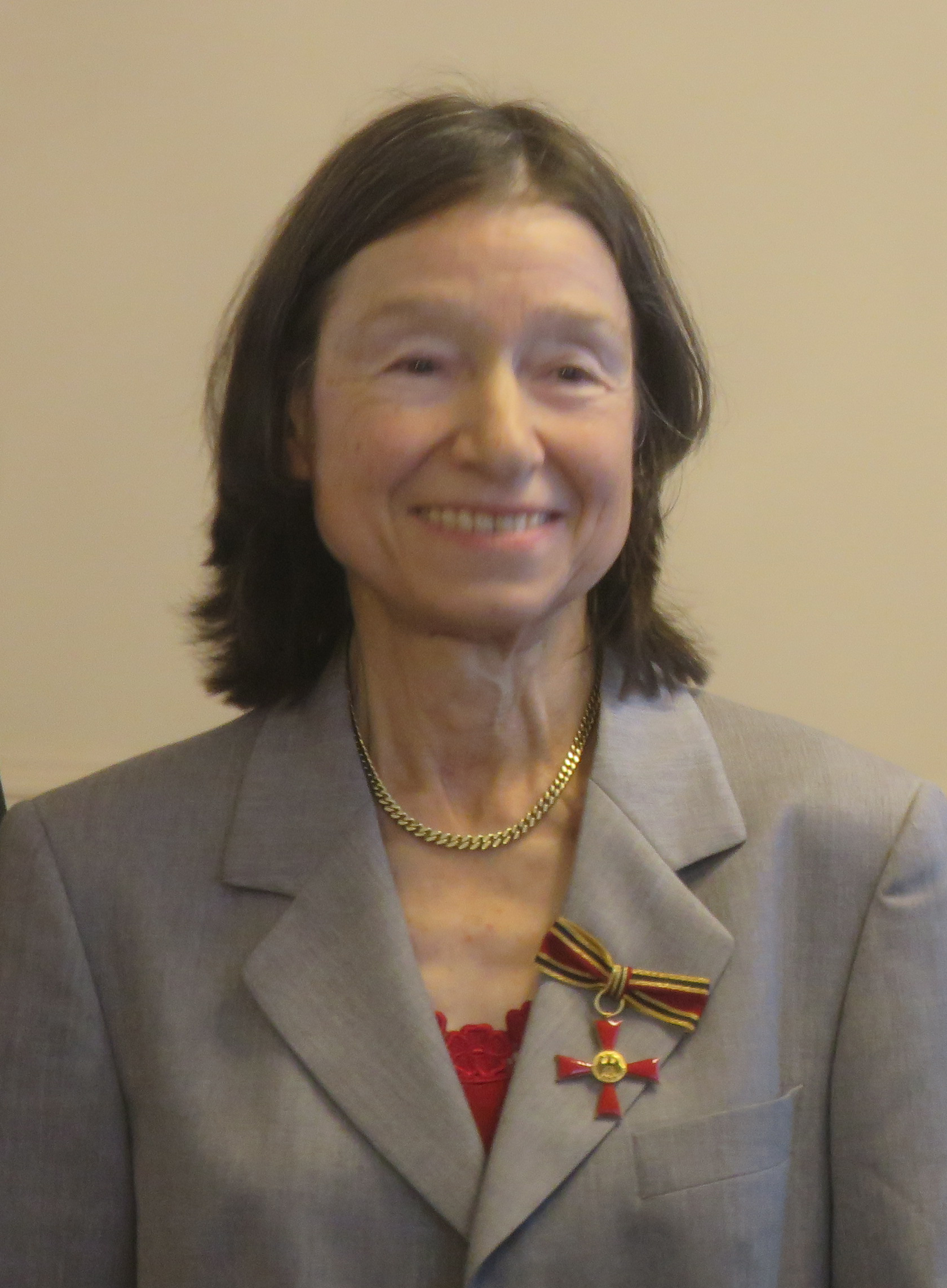
Margot Klee 2017

Margot Klee (* 15. Januar 1952 in Wiesbaden) ist eine deutsche Provinzialrömische Archäologin und Autorin.

## Herkunft und Ausbildung
Margot Klee wuchs in Wiesbaden auf, besuchte hier die Grundschule und anschließend bis 1970 die Helene-Lange-Schule – damals ein Gymnasium für Mädchen. Hier legte sie 1970 das Abitur ab. Noch im gleichen Jahr begann sie das Studium der Klassischen Archäologie und der alten Geschichte an der Ruprecht-Karls-Universität Heidelberg. 1974 wechselte sie an die Ludwig-Maximilians-Universität München und setzte das Studium mit dem Hauptfach Provinzialrömische Archäologie fort. Hier wurde sie 1982 mit einer Arbeit zum Nordvicus von Arae Flaviae am Nordrand von Rottweil promoviert.
Privat engagiert sie sich in der Evangelischen Kirche in Hessen und Nassau (EKHN). Sie war Mitglied in der Landessynode und seit Ende 2009 Vorsitzende des Kirchenvorstandes der Marktkirchengemeinde Wiesbaden. Ihr Urgroßvater war Vikar in Wiesbaden.

## Beruf
Die Archäologin war nach dem Studium vorwiegend in der Denkmalpflege und dem Museumsbereich tätig: Stationen waren das Landesdenkmalamt Baden-Württemberg in Stuttgart, das Reiss-Engelhorn-Museen in Mannheim, das Römerkastell Saalburg und zuletzt das Museum Wiesbaden, wo sie als Oberkustodin verantwortlich für die Römische Abteilung war. Bis zum August 2017 ist sie Mitarbeiterin im Hessischen Ministerium für Wissenschaft und Kunst gewesen, bevor sie ins Schloss Biebrich versetzt wurde.
Klee beschäftigt sich insbesondere mit dem Thema der römischen Grenzen am Limes in Deutschland. Zu diesem Thema veröffentlichte sie mehrere Bücher.

## Ehrungen
Am 1. November 2017 wurde ihr das Bundesverdienstkreuz für ihr ehrenamtliches Engagement und ihre publizistische Tätigkeit verliehen.

## Schriften (Auswahl)
- Der Nordvicus von Arae Flaviae. Neue Untersuchungen am nördlichen Stadtrand des römischen Rottweil. Theiss, Stuttgart 1986, ISBN 3-8062-0770-4. (= Arae Flaviae, Band 3; Forschungen und Berichte zur Vor- und Frühgeschichte in Baden-Württemberg, Band 18).
- Die Thermen auf dem Nikolausfeld. Theiss, Stuttgart 1988, ISBN 3-8062-0787-9. (= Arae Flaviae, Band 4; Forschungen und Berichte zur Vor- und Frühgeschichte in Baden-Württemberg, Band 28).
- Der Limes zwischen Rhein und Main. Vom Beginn des obergermanischen Limes bei Rheinbrohl bis zum Main bei Grosskrotzenburg. Theiss, Stuttgart 1989, ISBN 3-8062-0276-1.
- Die Saalburg. Theiss, Stuttgart 1995, ISBN 3-8062-1205-8. (= Führer zur hessischen Vor- und Frühgeschichte 5).
- Linus aus Mogontiacum. Geschichten aus einer römischen Stadt für Kinder und Junggebliebene. Philipp von Zabern, Mainz 2005, ISBN 3-8053-3474-5.
- Grenzen des Imperiums. Leben am römischen Limes. Konrad Theiss Verlag, Stuttgart 2006, ISBN 3-8062-2015-8.
- Der goldene Esel. Schnell & Steiner, Regensburg 2008, ISBN 978-3-7954-1867-0.
- Der römische Limes in Hessen. Geschichte und Schauplätze des UNESCO-Welterbes. Verlag Friedrich Pustet, Regensburg 2009, ISBN 978-3-7917-2232-0 (Rezension von Claudia Sarge bei H-Soz-Kult).
- Lebensadern des Imperiums. Straßen im römischen Reich. Theiss, Stuttgart 2010, ISBN 978-3-8062-2307-1 (Rezension von Michael Rathmann bei Sehepunkte).
- Römisches Handwerk. Theiss, Stuttgart 2012, ISBN 978-3-8062-2587-7.
- Germania Superior. Eine römische Provinz in Deutschland, Frankreich und der Schweiz. Verlag Friedrich Pustet, Regensburg 2013, ISBN 978-3-7917-2367-9 (Rezension von Krešimir Matijević bei FeRA).